# Bobby Riggs
Robert „Bobby“ Larimore Riggs (25. února 1918 – 25. října 1995) byl americký tenista, který byl celkem tři roky světovou jedničkou, nejprve jako amatér v roce 1939, poté jako profesionál v letech 1946 a 1947. Svůj první profesionální tenisový zápas odehrál 26. prosince 1941.
Jako 21letý amatér vyhrál v roce 1939 dvouhru, čtyřhru i smíšenou soutěž ve Wimbledonu, národní mistrovství USA a byl druhý na mistrovství Francie. V roce 1941 se stal opět mistrem USA, poté co rok předtím skončil na druhém místě. Ve Wimbledonu 1939 vyhrál dvouhru mužů, čtyřhru mužů a smíšenou čtyřhru.
Po ukončení profesionální kariéry byl známý jako podvodník a hazardní hráč.[zdroj⁠?!] Pořádal také řadu exhibičních soutěží, na které zval aktivní i vysloužilé tenisové profesionály. V září 1973, ve svých 55 letech, uspořádal jednu takovou akci proti tehdejší úřadující ženské šampionce Billie Jean Kingové, kterou prohrál. Jejich zápas nazvaný Souboj pohlaví s odměnou 100 000 dolarů pro vítěze se stal předlohou stejnojmenného filmu.